# Flettnerschip

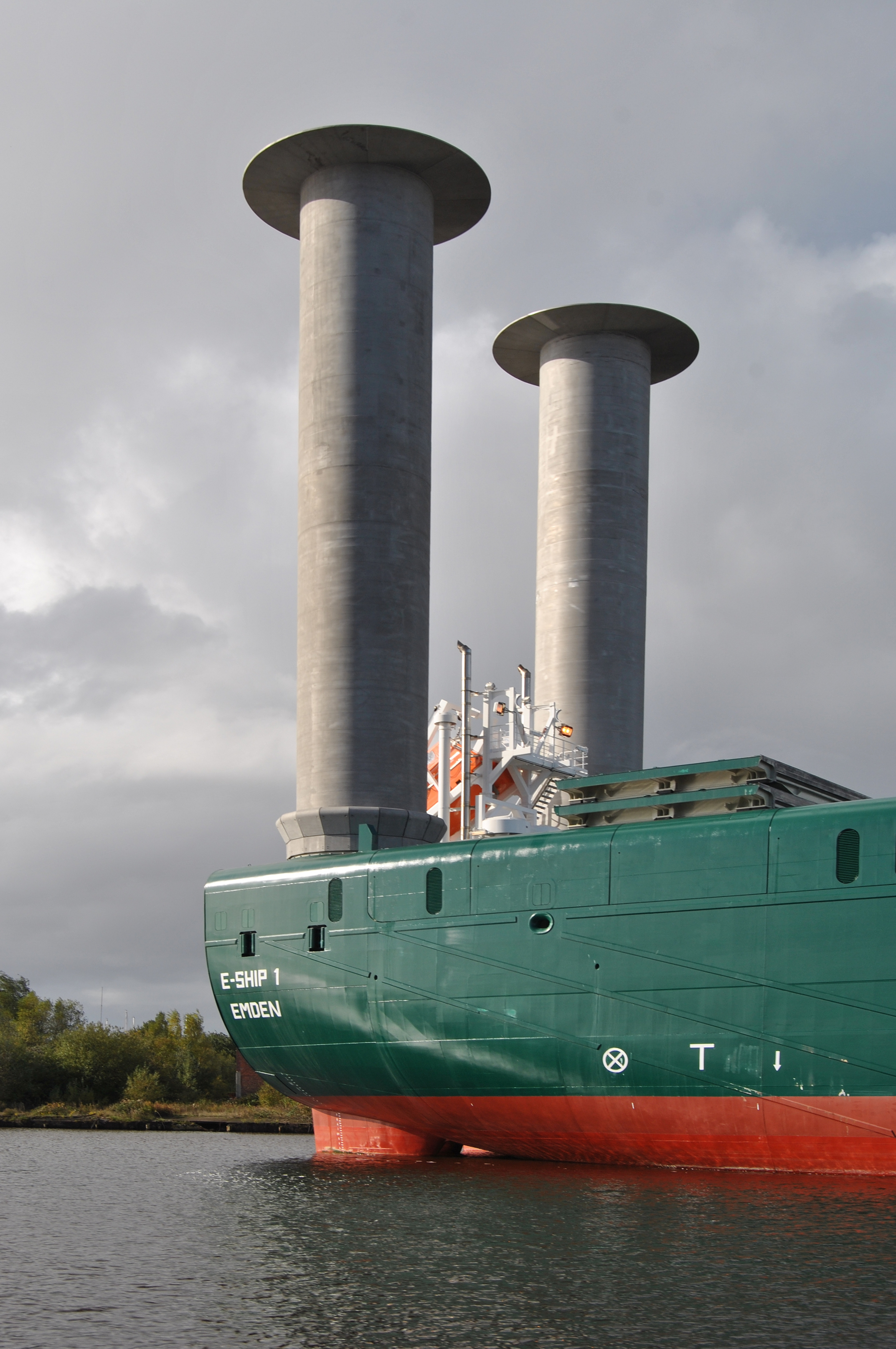
Flettnerrotors op E-Ship 1

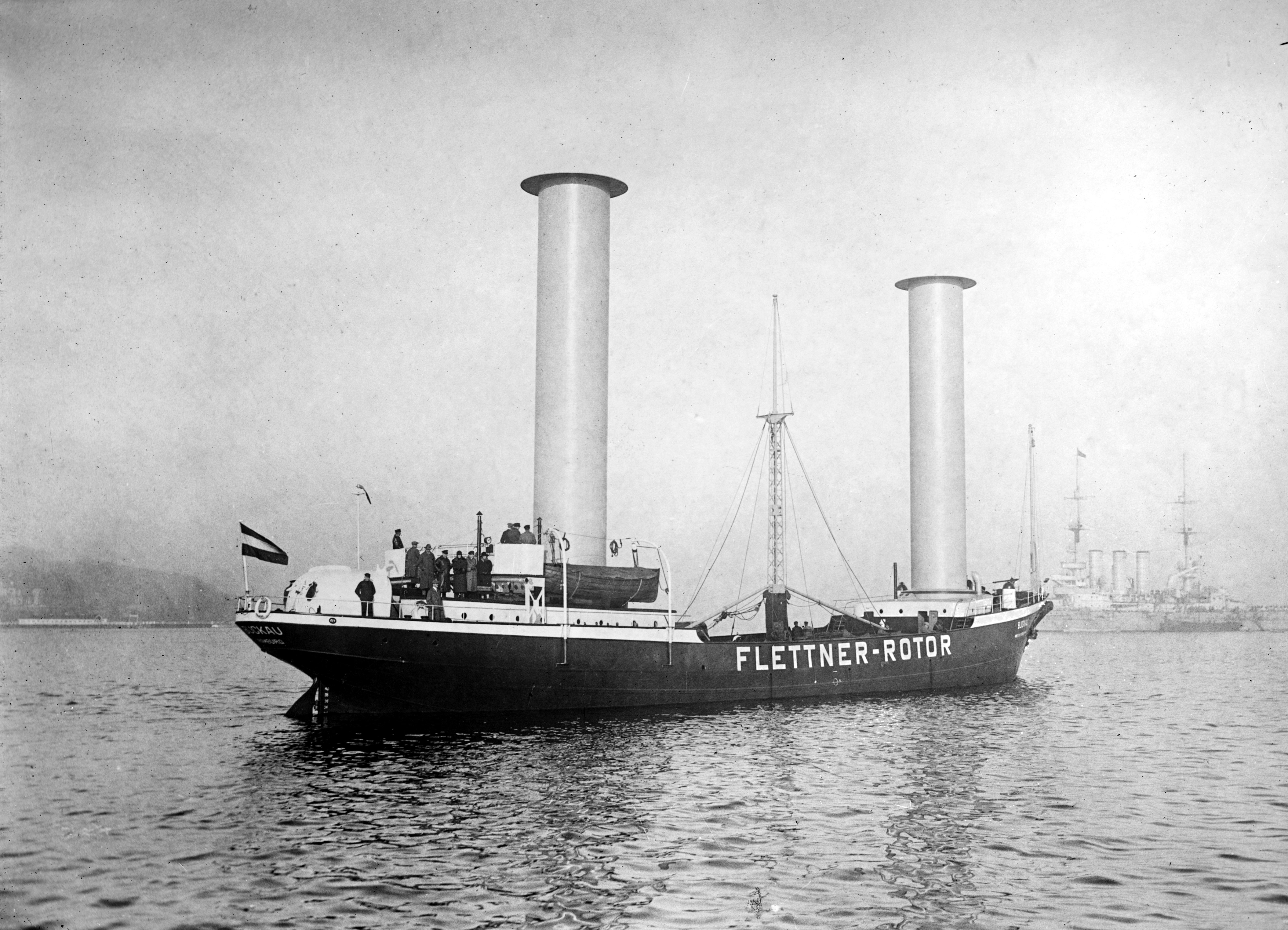
Rotorschip Buckau

Flettnerrotor

Een flettnerschip is een schip waarvan de aandrijving geheel of deels geschiedt volgens de ideeën van Duitse ingenieur Anton Flettner. Motorgedreven cilinders draaien om een staande as, waardoor het magnuseffect zijwind omzet in voorwaartse beweging.

## Werking
Bij de flettnerschepen werd gebruikgemaakt van verticaal opgestelde cilinders die door kleine motoren aangedreven werden. Dit werkte, maar zorgde voor minder stuwkracht dan wanneer de motoren een schroef zouden aandrijven. Dit type cilinder wordt flettnerrotor genoemd.
Flettner dacht eerst een riem te gebruiken die om twee cilinders loopt, maar later besliste hij dat de cilinders beter door individuele motoren aangedreven konden worden. Flettner kreeg een Duits octrooi voor het ontwerp van een rotorschip op 16 september 1922.

## Schepen
Er zijn verschillende flettnerschepen gebouwd:
- Buckau - 1924
- Barbara - 1926
- Alcyone (onderzoeksschip van Jacques Cousteau) - 1983
- Calypso II (Ontwerp van J. Cousteau - niet voltooid)
- Uni-Kat Flensburg - 2006
- E-Ship 1 - 2008

### Buckau
Bijgestaan door Albert Betz en Ludwig Prandtl ontwierp Jacob Ackeret met Flettner een groot experimenteel tweerotorschip. Dit werd in oktober 1924 op de Germania Werf afgeleverd onder de naam Buckau. Het was een aangepaste schoener met twee cilinders (of rotoren) van ongeveer 15 meter hoog en 3 meter in diameter. Ze werden elk aangedreven door een elektrisch systeem van 50 pk.
De Buckau maakte in februari 1925 haar eerste proefvaart, over de Noordzee van Danzig (Gdańsk) naar Schotland. Men constateerde dat de rotoren ook bij stormweer prima functioneerden en dat het rotorschip een koers van 20-30 graden “aan de wind” kon vasthouden, terwijl het schip met het originele schoenertuigage niet scherper dan 45 graden aan de wind kon zeilen.
Op 31 maart 1926 vertrok de Buckau onder de naam Baden Baden naar New York via Zuid-Amerika. Ze arriveerde in de haven van New York op 9 mei. Uiteindelijk bleek het rotorsysteem minder efficiënt dan conventionele motoren. Flettner richtte zijn aandacht op andere projecten, onder andere het ontwerpen van de flettnerhelikopter. De Baden Baden zonk in 1931 in een Caraïbische storm; de rotors waren toen al van het schip verwijderd.